# Leda Richberg-Hornsby
Leda Richberg-Hornsby (née en novembre 1886 à Chicago - morte le 25 août 1939 à Chicago,) est une aviatrice et suffragette américaine. Elle est la première femme diplômée de la Wright Flying School à Dayton (Ohio) et la huitième femme à recevoir une licence de pilote aux États-Unis.

## Jeunesse
Leda Richberg-Hornsby est née en novembre 1886 à Chicago. Sa mère, Eloise Olivia Richberg, née Randall, est médecin, professeur, écrivain et suffragette. Sa grand-mère maternelle, Marenda Briggs Randall, est également médecin et suffragette. Son père, John Carl Richberg est avocat. Il préside le Chicago Board of Education à deux reprises. Sous son administration, il promeut un salaire égal pour les enseignantes et supprime les lectures de la Bible dans les établissements scolaires. Le frère aîné de Leda Richberg-Hornsby, Donald Randall Richberg est avocat et membre de l'administration de Franklin D. Roosevelt.
Leda Richberg-Hornsby suit sa scolarité à Castle School, Tarrytown (New York). Suivant les traces de sa mère et de sa grand-mère, elle fréquente l'école de médecine pendant trois ans, sans toutefois obtenir de diplôme. En mai 1912, lors d'un voyage à Racine (Wisconsin), elle rencontre Hubert Primm Hornsby, qu'elle épouse le 23 du même mois. Le couple se sépare, et le 1er février 1915, Leda Richberg-Hornsby obtient le divorce .

## Carrière dans l'aviation
À partir de 1913, Richberg-Hornsby s'intéresse à l'aviation. Elle commence à étudier avec Max Lillie (en),. Après la mort de Max Lillie en septembre 1913, elle s'inscrit à la Wright Flying School de Dayton, où elle étudie à la fois le pilotage et la construction d'avions. En mars 1914, elle devient la première femme diplômée de l'école. En juin, elle obtient avec succès sa licence de pilote sous la supervision d'Orville Wright qui décrit sa performance comme « le plus beau vol qu'il m'a été donné de voir accomplir par un débutant » et le 24 juin, elle reçoit la licence n° 301 de l'Aero Club of América.
Au début de sa carrière, Richberg-Hornsby effectue des vols de démonstration au Cicero Aviation Field dans les environs de Chicago. Au cours de l'été 1915, elle vole au terrain d'aviation de Mineola à New York. Lorsque l'aérodrome est repris par le gouvernement à l'automne, elle est transférée à Staten Island où elle est en activité jusqu'à fin 1916 .
Le 3 novembre 1916, lors d'un vol de démonstration à Midland Beach, un accident se produit à bord de son biplan qui chute de cinquante pieds. Elle parvient à maintenir le biplan à niveau et effectue un atterrissage en urgence. Le seul dommage est une poutre cassée près du moteur et une coupure à la main. Dans une interview dix jours plus tard, elle explique : « Alors que je descendais, je me disais que la Terre n'était pas un endroit si agréable. La prochaine fois serait peut-être meilleure. Mais il n'y aura peut-être pas de prochaine fois et je le saurai dans moins d'une minute. Nous avons alors percuté le sol, Sweetheart et moi-même. Sweetheart, c'est le biplan. Et nous nous sommes relevés, prêts pour le prochain vol dès que possible ».
Le 2 décembre 1916, Richberg-Hornsby participe à une opération médiatique pour la National American Woman Suffrage Association (NAWSA). Carrie Chapman Catt, présidente de la NAWSA, demande à Richberg-Hornsby de survoler le yacht du président Woodrow Wilson, alors que celui-ci descend la rivière Hudson en direction de Liberty Island pour célébrer le premier allumage de la torche de la statue de la Liberté. Une fois au-dessus du yacht, elle doit « bombarder » le président avec des pétitions d'électrices de l'ouest des États-Unis, celles qui ont largement favorisé Wilson lors des élections de 1916. Elle est accompagnée d'Ida Blair : assistante sociale, femme d'affaires et responsable de la communication de la NAWSA, qui fonde plus tard l'Union démocratique des femmes. Le biplan est décoré de banderoles jaunes, blanches et bleues, couleurs de la campagne et d'une banderole portant l'inscription : « Les femmes veulent aussi la liberté »,. Avant qu'elle ne puisse atteindre le yacht du président, les vents violents force Richberg-Hornsby à effectuer un atterrissage d'urgence dans un marécage de Staten Island. Selon le New York Sun, le biplan est brisé au niveau des ailes, tandis que Richberg-Hornsby et Blair n'ont subi que « quelques contusions sans gravité ».

## Première Guerre mondiale
En novembre 1916, Richberg-Hornsby devient lieutenant dans l'US Aviation Reserve Corps, coordonné par Albert Bond Lambert,. Elle tente de rejoindre l'US Flying Corps en France, mais le gouvernement français refuse d'enrôler une femme. Une deuxième tentative, après l'entrée en guerre des États-Unis, rencontre le même écho.
En 1917, elle fait partie des Sentinelles silencieuses qui manifestent devant la Maison Blanche au nom du National Woman's Party, et le 14 novembre, elle est parmi les trente-trois femmes arrêtées et emprisonnées à l'Occoquan Workhouse en Virginie,,,. Beaucoup de ces femmes sont soumises à des traitements brutaux et vingt-deux, dont Hornsby, entament une grève de la faim. Le 27 novembre, elle est libérée avec vingt et une autres grévistes de la faim, avant la fin de la peine de trente jours.
À cette époque, elle s'intéresse aux conditions de travail des femmes. Au cours de l'été 1919, elle travaille pour la Woman's Land Army of America (en) en tant que chauffeur pour les recrues surnommées « farmerettes » à Cold Spring Harbor.
Richberg-Hornsby retourne ensuite à Chicago, où elle décède d'une insuffisance cardiaque le 25 août 1939.
Leda Richberg-Hornsby est le sujet d'un opéra en un acte intitulé « Aleda or the Flight of the Suff Bird Women », célébrant sa tentative de « bombarder » le yacht du président Wilson. L'opéra a été commandé par les musiciens de Ma'alwyck, un groupe de musique de chambre basé dans le nord de l'État de New York. La musique et le livret sont écrits par le compositeur Max Caplan. La première de l'opéra a été donnée le 8 juin 2018 à Glenville, New York.